# USS Fresno (CL-121)
USS Fresno (CL-121) là một tàu tuần dương hạng nhẹ thuộc lớp Juneau của Hải quân Hoa Kỳ. Được đặt tên theo thành phố Fresno thuộc tiểu bang California, nó được hạ thủy vào 5 tháng 3 năm 1946 tại xưởng tàu của hãng Federal Shipbuilding and Dry Dock Company ở Kearny, New Jersey, được đỡ đầu bởi Bà Ruth R. Martin; và được đưa ra hoạt động vào ngày 27 tháng 11 năm 1946, dưới quyền chỉ huy của Hạm trưởng, Đại tá Hải quân Elliott Bowman Strauss. Nó được xếp lại lớp như một tàu tuần dương phòng không với ký hiệu lườn mới CLAA-121 vào ngày 18 tháng 3 năm 1949.

## Lịch sử hoạt động
Trong chuyến đi hoạt động đầu tiên từ ngày 13 tháng 1 đến ngày 7 tháng 5 năm 1947, Fresno không chỉ tiến hành việc huấn luyện tại vùng biển Caribe mà còn viếng thăm Montevideo, Uruguay nhân dịp nhậm chức của tân tổng thống, và ghé qua Rio de Janeiro. Vào ngày 1 tháng 8, nó khởi hành từ Norfolk, Virginia cho một lượt hoạt động đưa nó đến các cảng Bắc Âu và Địa Trung Hải, và quay trở về Norfolk vào ngày 1 tháng 12 năm 1947.
Một chuyến đi ra nước ngoài thứ hai từ ngày 3 tháng 3 đến ngày 19 tháng 6 năm 1948 đã đưa Fresno viếng thăm Amsterdam, Dublin, Bergen và Copenhagen từ căn cứ của nó ở Plymouth, Anh Quốc. Quay trở lại vùng biển nhà, nó đã hoạt động tại khu vực trải rộng từ Norfolk đến vùng đảo Prince Edward và Bermuda trước khi được cho ngừng hoạt động tại Xưởng hải quân New York vào ngày 17 tháng 5 năm 1949. Đực đưa về lực lượng dự bị, nó neo đậu bỏ không tại cho đến khi được rút khỏi danh sách Đăng bạ Hải quân vào tháng 4 năm 1965 và bị bán để tháo dỡ vào ngày 17 tháng 6 năm 1966.

## Phần thưởng[1]
|  |  |

| Huân chương Chiến thắng Thế Chiến II | Huân chương Phục vụ Chiếm đóng Hải quân |